# Andschedan
Anjedan (persisch انجدان, auch Andījān, Anjidān oder Injadān) ist ein Dorf in der Nähe der Provinzhauptstadt Arak in der Provinz Markazi im Iran. Das Dorf hat laut Zensus 2006, 446 Einwohner in 154 Familien.
In der Zeit der Herrschaft der Safawiden spielte Anjedan eine wichtige historische Rolle für die Regierung.